# Kent Shire
Koordinaten: 33° 32′ S, 118° 9′ O

Das Shire of Kent ist ein lokales Verwaltungsgebiet (LGA) im australischen Bundesstaat Western Australia. Das Gebiet ist 5.625 km² groß und hat etwa 490 Einwohner (2021).
Kent liegt im Südosten des Staates etwa 280 Kilometer südöstlich der Hauptstadt Perth. Das Shire besteht aus zwei Gebieten: Nyabing und Pingrup. Der Sitz des Shire Councils befindet sich in der Ortschaft Nyabing, wo etwa 260 Einwohner leben (2021).

## Verwaltung
Der Kent Council hat sechs Mitglieder. Sie werden von allen Bewohnern der LGA gewählt. Kent ist nicht in Bezirke unterteilt. Aus dem Kreis der Councillor rekrutiert sich auch der Ratsvorsitzende und Shire President.